# 香港眼科醫院
香港眼科醫院（英語：Hong Kong Eye Hospital，醫院管理局內部代碼：HKEH）是一所香港公立眼科專科醫院，位於香港九龍九龍城區馬頭圍亞皆老街147號K，醫院提供全面性的眼科護理。

## 附屬專科
門診：角膜、青光眼、眼底內科、視網膜、整形、眼神經、視網膜胚細胞瘤、兒童眼科及斜視診所等。

## 服務範圍
專科 :
- 眼科服務:分流及手術服務。眼病患者可考慮到家居附近的醫管局眼科診所應診。

其他 :
- 就業視野檢查
- 視覺矯正
- 低視能服務
- 視光檢查

## 歷史
醫院前身是油麻地眼科中心，現址於1992年開始啟用。原址前身是1939年建立、1992年關閉的亞皆老街難民營。
由於九龍西學童牙科診所將遷往紅磡庇利街，建築署和醫院管理局已計劃把診所改建香港眼科醫院第三期，以應付長遠需求。

## 鄰近
- 九龍醫院

## 官方網頁
- 香港眼科醫院網頁 （页面存档备份，存于）